# Ichneumon gibbosus
Ichneumon gibbosus är en stekelart som beskrevs av Carl Gustav Alexander Brischke 1878. Ichneumon gibbosus ingår i släktet Ichneumon och familjen brokparasitsteklar. Inga underarter finns listade i Catalogue of Life.